# Зиргенштайн
Зиргенштайн (нем. Syrgenstein) — община в Германии, в земле Бавария. 
Подчиняется административному округу Швабия. Входит в состав района Диллинген-ан-дер-Донау. Подчиняется управлению Зиргенштайн.  Население составляет 3583 человека (на 31 декабря 2010 года). Занимает площадь 16,66 км².